# Le Politicien
Le Politicien est un journal satirique sénégalais fondé en 1977 et disparu dix ans plus tard. Premier titre satirique du pays, il est aussi le premier d'Afrique francophone.

## Historique
Inspiré du Canard enchaîné, hebdomadaire satirique français, Le Politicien est créé en 1977 par Mame Less Dia. Celui-ci, né en 1940, débute instituteur puis devient militant du Parti africain de l'indépendance (PAI) – alors clandestin – et enfin journaliste. Après la création d'une feuille satirique en 1964 (L'Écho du Sénégal), il travaille notamment à l'Agence de presse sénégalaise (APS) puis au Soleil,.
Le Politicien est le premier titre satirique du Sénégal, le premier d'Afrique francophone et l'un des premiers du continent. Lors de sa première parution, il affiche en bandeau de « une » : « La démocratie commence avec la liberté de la presse ». Il tirait parfois jusqu'à 70 000 exemplaires et, par son indépendance des formations politiques et de l'État – Mame Less Dia sympathise tantôt avec le pouvoir puis rompt, au fil des événements –, séduit un large public,. Ce qui ne l'empêche pas d'être poursuivi à de nombreuses reprises en justice et condamné pour diffamation à l'égard de fonctionnaires de l'État. Le Politicien utilise la caricature – chose alors peu courante –, notamment à l'égard de Léopold Sédar Senghor, le président du Sénégal.
En 1987, le journal est en proie à des difficultés financières et périclite. Plusieurs de ses journalistes fondent alors l'hebdomadaire satirique et d'investigation Le Cafard libéré, toujours publié dans les années 2010.
Ses faits d'armes – révélations, ton irrévérencieux, etc. – en font un précurseur et modèle de nombreux titres satiriques africains qui verront le jour ultérieurement.